# 483
483 (CDLXXXIII) fue un año común comenzado en sábado del calendario juliano, en vigor en aquella fecha.
En el Imperio romano, el año fue nombrado el del consulado de Aginancio sin colega, o menos comúnmente, como el 1236 Ab urbe condita, adquiriendo su denominación como 483 a principios de la Edad Media, al establecerse el anno Domini.

## Acontecimientos
- Papado: Félix III sucede a Simplicio.

## Nacimientos
- 11 de mayo: Justiniano I, Emperador bizantino.

## Fallecimientos
- 10 de marzo: papa Simplicio, papa.